# Helrunar
Helrunar — немецкая блэк-метал-группа из Мюнстера, основанная в 2001 году, которая начинала как трио: Скальд Драугир на вокале, Алсвартр на барабанах и Дионис на гитаре, но после ухода гитариста в 2008 году превратилась в дуэт.

## Характеристики
Название
При выборе названия участники группы вдохновились книгой Яна Фрайса «Хельрунар: Справочник по рунической магии». Древнескандинавское «Helrunar» означает что-то вроде «Те, кто шепчутся с Хель».
Стиль
В начале карьеры их знали как пейган-блэк-метал-группу, на которую повлияли ранние работы Enslaved и Ulver. Переломным моментом стал двойной альбом Sól (2011), на котором группа перешла на блэк-дум. В той же стилистике получился следующий альбом Niederkunfft (2015), но получил не очень хорошие отзывы в музыкальной прессе. В последнем альбоме Vanitas vanitatvm (2018) группа отказалась от язычества и вернулась к блэк-металу, но может и не совсем обычному. Заявляют также, что это блэковый экстрим-метал.
Лирика
Основные темы: природа, язычество, социальные вопросы. Глубокие и неоднозначные тексты в их альбомах Frostnacht (2005) или Baldr Ok Íss (2008) поднимают страстную бурю против бессмысленного материализма.
Вокалист группы считает, что повествовательная концепция альбома Sól (2011) «находится под влиянием мифических структур и символов, а также современной или экспрессионистской и сюрреалистической поэзии. Этот подход призван создать сравнительно открытый (но не произвольный!) смысл, в котором слушатель может и ему разрешено и должно внести свой вклад».
В альбоме Niederkunfft (2015) тексты впервые затрагивают исторические темы, а не мифологию. Концепция этого альбома вращается вокруг периода с 14 по 17 века. Центральным фактором здесь, вероятно, является коллективный страх войн, голода, чумы, смерти, дьявола и конца света.
На тот же исторический период опирается Vanitas vanitatvm (2018), но если Niederkunfft (2015) имеет основную историческую перспективу, то Vanitas vanitatvm (2018) указывает на современное социальное и культурное развитие.
Дизайн обложек
Фотография на обложке Vanitas vanitatvm (2018) была сделана Уильямом Мортенсеном, американским фотографом, который работал в первые десятилетия 20-го века, в основном концентрируясь на эротической и оккультной фотографии. Название изображения – «Смерть Гипатии». Гипатия была женщиной-астрономом, математиком и философом, жившей в Александрии в древнем мире. Она была убита христианскими фанатиками в 415 году.

## История
Демозапись под названием Grátr вышла в конце 2003 года. К лету следующего года Helrunar уже подписали контракт с Prophecy Productions. Но прежде чем они выпустят свой официальный дебют, в мае 2005 года вышел сплит-сингл с коллегами из Nachtmahr. Лишь в декабре они выпустили свой первый настоящий альбом Frostnacht, звучание которого чрезвычайно грубое и напоминают такие группы, как Immortal, Darkthrone или ранний Satyricon. На работу над своим вторым альбомом Baldr Ok Íss они потратили немного времени и выпустили его в октябре 2007 года. Но они представили очень впечатляющую работу, которая легко превосходит их дебют.
Группа полностью отказалась от жанровых условностей в пользу целостного подхода к экстремальной музыке и её темам в двойном альбоме Sól (2011), который можно было приобрести в виде артбука с дополнительным 50-страничным буклетом, который содержал тексты песен, развёрнутые в классическую драму, иллюстрации и предисловие.
В 2012 году вышел высоко оценённый критиками сплит-сингл с исландско-немецкой группой Árstíðir Lífsins под названием Fragments - A Mythological Excavation. Их очередной полноформатный альбом Niederkunfft вышел в 2015 году. За ним последовал Vanitas vanitatvm (2018), в поддержку которого группа отправилась в тур по Европе, вместе с Empyrium и Sun of the Sleepless.
Концерты
Они выступали на Summer Breeze в августе 2007 года и Paganfest в 2008 году. Также группа неоднократно принимала участие на крупном немецком фестивале Ragnarök в 2008, 2010, 2011 и 2013 гг. и на менее известном Dark Troll Festival в 2013 году.

## Участники
Текущий состав

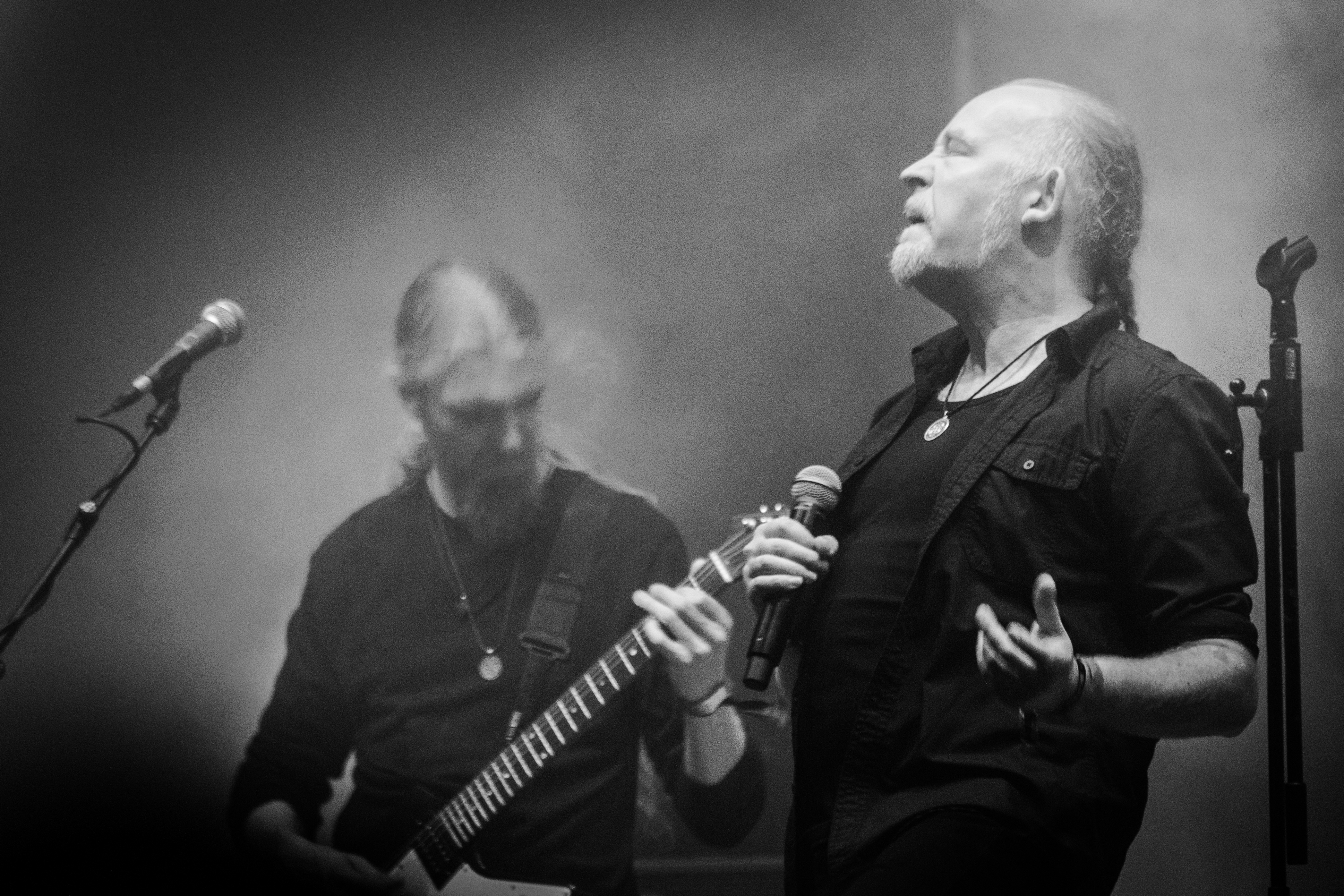
Участники группы на Prophecy Fest 2016

- Skald Draugir – вокал (2001–настоящее время)
- Alsvartr – ударные, гитара, бас (2001–настоящее время)

Бывшие участники
- Dionysos – гитара (2001–2008)

## Дискография
Альбомы
- Frostnacht (2005)
- Baldr ok íss (2007)
- Sól (2011)
- Niederkunfft (2015)
- Vanitas vanitatvm (2018)

Прочее
- Grátr (2003) — демозапись
- Helrunar/Nachtmahr (2005)[комм. 1]
- Fragments – A Mythological Excavation (2012) [комм. 2]
- MM.I. - MM.XI. - Vier Wege eines Winters (2018)[комм. 3]